# مدرسة جميرا للبكالوريا
مدرسة جميرا للبكالوريا هي مدرسة خاصة تقع في دبي، الإمارات.